# Нововознесенська сільська рада (Високопільський район)
Нововозне́сенська сільська́ ра́да — адміністративно-територіальна одиниця та орган місцевого самоврядування в Високопільському районі Херсонської області. Адміністративний центр — село Нововознесенське.

## Загальні відомості
- Територія ради: 58,74 км²
- Населення ради: 941 особа (станом на 2001 рік)

## Населені пункти
Сільській раді підпорядковані населені пункти:
- с. Нововознесенське
- с. Вереміївка
- с. Добрянка
- с. Костирка

## Склад ради
Рада складається з 14 депутатів та голови.
- Голова ради: Черненко Валентина Леонтіївна
- Секретар ради: Бедринець Лілія Сергіївна

### Керівний склад попередніх скликань
| Прізвище, ім'я, по батькові   | Основні відомості                                                         | Дата обрання | Дата звільнення |
| ----------------------------- | ------------------------------------------------------------------------- | ------------ | --------------- |
| Черненко Валентина Леонтіївна | Сільський голова, 1964 року народження, освіта вища                       | 26.03.2006   | 31.10.2010      |
| Черненко Валентина Леонтіївна | Сільський голова, 1964 року народження, освіта вища, член Партії регіонів | 31.10.2010   |                 |

Примітка: таблиця складена за даними сайту Верховної Ради України

### Депутати
За результатами місцевих виборів 2010 року депутатами ради стали:

#### За суб'єктами висування
| Суб'єкт висування                                       | Кількість обраних депутатів | %    |
| ------------------------------------------------------- | --------------------------- | ---- |
| Партія регіонів                                         | 10                          | 71,4 |
| Політична партія Всеукраїнське об'єднання «Батьківщина» | 3                           | 21,4 |
| Комуністична партія України                             | 1                           | 7,1  |

#### За округами
| № округу                                                | Прізвище, ім'я, по батькові    | Дата визнання обраним | Освіта             | Партійна приналежність                        | Відомості про обраного депутата                             |
| ------------------------------------------------------- | ------------------------------ | --------------------- | ------------------ | --------------------------------------------- | ----------------------------------------------------------- |
| Комуністична партія України                             |                                |                       |                    |                                               |                                                             |
| 9                                                       | Пашина Світлана Іванівна       | 05.11.2010            | середня            | член Комуністичної партії України             | тимчасово не працює                                         |
| Партія регіонів                                         |                                |                       |                    |                                               |                                                             |
| 1                                                       | Бедринець Ліля Сергіївна       | 05.11.2010            | середня            | член Партії регіонів                          | Нововознесенська сільська рада, секретар                    |
| 3                                                       | Стрелец Євдокія Степанівна     | 05.11.2010            | вища               | член Партії регіонів                          | тимчасово не працює                                         |
| 4                                                       | Коваленко Ірина Анатоліївна    | 05.11.2010            | середня спеціальна | член Партії регіонів                          | тимчасово не працює                                         |
| 6                                                       | Коваленко Ольга Кіндратівна    | 05.11.2010            | середня            | позапартійна                                  | тимчасово не працює                                         |
| 7                                                       | Бакланова Надія Федотівна      | 05.11.2010            | середня            | позапартійна                                  | пенсіонер                                                   |
| 8                                                       | Ковбаса Світлана Михайлівна    | 05.11.2010            | середня спеціальна | член Партії регіонів                          | приватний підприємець                                       |
| 11                                                      | Невеселий Микола Олександрович | 05.11.2010            | середня            | член Партії регіонів                          | пенсіонер                                                   |
| 12                                                      | Шулежко Любов Петрівна         | 05.11.2010            | середня спеціальна | член Партії регіонів                          | тимчасово не працює                                         |
| 13                                                      | Харламова Галина Володимирівна | 05.11.2010            | середня спеціальна | член Партії регіонів                          | тимчасово не працює                                         |
| 14                                                      | Фартушна Євгенія Григорівна    | 05.11.2010            | середня            | член Партії регіонів                          | пенсіонер                                                   |
| Політична партія Всеукраїнське об'єднання «Батьківщина» |                                |                       |                    |                                               |                                                             |
| 2                                                       | Лаханська Оксана Миколаївна    | 05.11.2010            | середня спеціальна | член Всеукраїнського об'єднання «Батьківщина» | тимчасово не працює                                         |
| 5                                                       | Абрамович Віктор Леонович      | 05.11.2010            | середня спеціальна | член Всеукраїнського об'єднання «Батьківщина» | одноосібник                                                 |
| 10                                                      | Коваленко Ірина Петрівна       | 05.11.2010            | середня            | член Всеукраїнського об'єднання «Батьківщина» | Нововознесенська загальноосвітня школа, технічний працівник |

## Населення
Згідно з переписом УРСР 1989 року чисельність наявного населення сільської ради становила 1045 осіб, з яких 509 чоловіків та 536 жінок.
За переписом населення України 2001 року в сільській раді мешкало 928 осіб.

### Мова
Розподіл населення за рідною мовою за даними перепису 2001 року:
| Мова       | Відсоток |
| ---------- | -------- |
| українська | 95,22 %  |
| російська  | 3,08 %   |
| білоруська | 0,64 %   |
| молдовська | 0,53 %   |
| вірменська | 0,43 %   |